# Kristanella
Kristanella is een geslacht van kreeftachtigen uit de klasse van de Ostracoda (mosselkreeftjes).

## Soort
- Kristanella leioapoensis (Kristan-Tollmann, 1983) Schornikov, 1990